# Michel Didym
Scènes principales
- Théâtre de la Manufacture

Michel Didym est un metteur en scène, comédien et directeur de théâtre né à Nancy. Il met en scène plus d'une cinquantaine de pièces de théâtre entre 1982 et 2020. Il est directeur du théâtre de la Manufacture entre 2010 et 2020. A partir de 2021, plusieurs accusations de harcèlement sexuel à l'encontre de femmes ainsi qu'une plainte pour viol mettent sa carrière en pause et lancent le mouvement #MeTooThéâtre.

## Biographie

### Formation
Né à Nancy en 1958, il découvre, au théâtre de Poche à la MJC de Jarville, le plaisir de la scène sous la direction de Roger Müller. Il entre en 1980 à l'école du Théâtre national de Strasbourg — direction Jean-Pierre Vincent - et se forme ainsi auprès des metteurs en scène André Engel, Jorge Lavelli, Georges Lavaudant et Alain Françon.

### Carrière
En 1986, il est membre fondateur des APA (Acteurs Producteurs Associés) avec Charles Berling, André Wilms, Evelyne Didi, Anouk Grimberg, André Marcon, Sophie Loukachevsky, Anne Alvaro...
En 1989, il est lauréat du prix Villa Médicis hors les murs. Il fonde, l'année suivante, la Compagnie "Boomerang".
Michel Didym fait également quelques incursions dans le monde du cinéma : il est notamment Jacques Devinais dans le Pas très catholique de Tonie Marshall, avec Anémone, en 1994.
En 1995, il crée "La Mousson d’été", rencontres internationales des écritures contemporaines dont il est le directeur artistique, afin de promouvoir les auteurs et textes contemporains. "La Mousson d’été" a lieu chaque année en août à l'abbaye des Prémontrés de Pont-à-Mousson. Il dirige par ailleurs une collection du même nom chez l’éditeur Solitaires Intempestifs. En, 2014, lors de la publication d'un ouvrage récapitulant ses vingt années d'expérience, il écrit : « Le rayonnement extraordinaire des auteurs qui, pour certains, ont débuté ici, nous apporte avec le recul la confirmation qu’il était nécessaire d’engager notre action dans le temps. Dans le temps juste. Dans ce temps spécial et irrationnel du théâtre qui a la capacité de dérégler les chronomètres et de gripper ou huiler, selon les cas, les mécanismes les plus évidents. »
En 2001, il fonde la M.E.E.C (Maison Européenne des Écritures Contemporaines) qui se donne pour mission de favoriser l’échange de textes, la traduction d’auteurs français et européens et leur création.
En novembre 2001, à la demande de Marcel Bozonnet, nouvel administrateur de la Comédie-Française, il crée Le Langue-à-Langue des chiens de roche de Daniel Danis au théâtre du Vieux-Colombier et en Lorraine.

#### De 2010 à 2020 - Directeur du théâtre de la Manufacture (CDN Nancy-Lorraine)
En 2010, il est nommé directeur du théâtre de la Manufacture (CDN de Lorraine) à Nancy. Dans ce cadre, il met en place de nouveaux rendez-vous et événements liés au théâtre :
- le festival RING qui consiste en des rencontres internationales des nouvelles générations ;
- une semaine de la dramaturgie allemande intitulée Neue Stücke ;
- le Théâtre d’été, spectacle itinérant en région Lorraine, au Luxembourg et en Allemagne.

En 2013, il met en scène J’avais un beau ballon rouge, d'Angela Dematté, qui réunit Romane Bohringer et Richard Bohringer. Les deux comédiens reçoivent le prix « Coup de cœur du Théâtre public » pour leur interprétation lors du « Palmarès du Théâtre », prix qui a remplacé la Nuit des Molières pour une unique cérémonie en 2013.

#### Depuis janvier 2021: accusations d'abus sexuel et de viol
Le 7 avril 2021, la presse révèle qu'une plainte pour viol a été déposée contre lui à Nancy, information confirmée par le procureur, et qu'une enquête a donc été ouverte. En parallèle de cette plainte, le ministère de la Culture a effectué un signalement à la justice, au titre de l’article 40 du code de procédure pénale qui impose l’obligation, « pour toute autorité constituée, tout officier public ou fonctionnaire, dans l’exercice de leurs fonctions », de signaler des crimes ou délits dont il a connaissance. La polémique suscitée par l'affaire est dénoncée par son avocat, qui voit dans les mouvements d'accusation relayés par les réseaux sociaux une menace au principe juridique de la présomption d'innocence. 
En octobre 2021, une vingtaine d’actuelles ou anciennes comédiennes racontent des gestes déplacés et des remarques sexistes dans Libération. Le mouvement #MeTooThéâtre débute à la suite de ces accusations. Le 14 octobre 2021, Le théâtre des Célestins annonce reporter les représentations de son spectacle Habiter le temps, estimant que « le spectacle mis en scène par Michel Didym ne pouvait être accueilli aux Célestins tant que la procédure judiciaire n’était pas aboutie ». En novembre, Michel Didym décide de se retirer de la direction du festival de la Mousson d'été, « dans l’attente que la justice fasse son travail », une décision saluée par le collectif #MeTooThéâtre : « Il en va de la responsabilité et de la crédibilité du milieu théâtral ». 
Le 7 juillet 2022, une information judiciaire pour viol a été ouverte fin juin contre le metteur en scène par le parquet de Nancy. 

## Théâtre

### Comédien
- 1987 : Le Régent de Jean-Christophe Bailly, mise en scène Georges Lavaudant, TNP Villeurbanne
- 1988 : Le Public de Federico Garcia Lorca, mise en scène Jorge Lavelli, Théâtre national de la Colline
- 1991 : Tous en ligne de Nathalie Krebs, Ged Marlon et Dominique Reymond, mise en scène Ged Marlon, Théâtre Paris-Villette
- 1996 : Édouard II de Christopher Marlowe, mise en scène Alain Françon, Festival d'Avignon, Espace Malraux Chambéry, Odéon-Théâtre de l'Europe, tournée
- 1997 : Édouard II de Christopher Marlowe, mise en scène Alain Françon, Théâtre des Treize Vents, TNP Villeurbanne, Comédie de Reims, tournée
- 1996 : Le Dépeupleur de Samuel Beckett, mise en scène Michel Didym et Alain Françon, Théâtre de l'Athénée-Louis-Jouvet
- 2006 : Le Dépeupleur de Samuel Beckett, mise en scène Michel Didym et Alain Françon, Théâtre de l'Athénée-Louis-Jouvet
- 2008 : Le Dépeupleur de Samuel Beckett, mise en scène Michel Didym et Alain Françon, Théâtre de la Colline, Théâtre des Célestins

### Metteur en scène
- 1982 : Le Bouc de Rainer Werner Fassbinder, Théâtre Universitaire de Strasbourg
- 1988 : Le Perroquet vert d'Arthur Schnitzler
- 1990 : Boomerang ou Le Salon rouge de Philippe Minyana, Théâtre de la Bastille, Théâtre de la Manufacture
- 1992 : Lisbeth est complètement pétée d'Armando Llamas, Théâtre Ouvert
- 1993 : La Rue du château d'après Les Comptes-rendus du groupe de recherche des surréalistes sur la sexualité en 1928, Festival d'Avignon
- 1994 : Visiteur de Botho Strauss, Théâtre de la Ville
- 1996 : Le Dépeupleur de Samuel Beckett, mise en scène avec Alain Françon, Théâtre de l'Athénée
- 1996 : La Rue du château, Théâtre de la Tempête
- 1997 : Chasse aux rats de Peter Turrini, Mousson d’été
- 1998 : Le Miracle de György Schwajda, Théâtre national de la Colline
- 1999 : La Confession, mise en scène avec Véronique Bellegarde et Walter Manfré, Festival d'Avignon
- 1999 : Sallinger de Bernard-Marie Koltès, Théâtre des Abbesses
- 2000 : Yacobi et Leidenthal de Hanoch Levin, Festival d'Avignon, Théâtre de la Manufacture, Comédie de Saint-Etienne, Théâtre Paris-Villette
- 2000 : Badier Grégoire d'Emmanuel Darley, mise en espace, Chantiers de Théâtre Ouvert
- 2001 : Le Langue-à-langue des chiens de roche de Daniel Danis, Théâtre du Vieux-Colombier
- 2002 : Et puis, quand le jour s'est levé, je me suis endormie de Serge Valletti, Théâtre national de la Colline, Théâtre de la Criée, Nouveau théâtre d'Angers
- 2002 : Normalement de Christine Angot, Théâtre national de la Colline
- 2003 : La Nuit juste avant les forêts de Bernard-Marie Koltès, avec la collaboration artistique d'Alain Françon, Théâtre du Saulcy Metz
- 2003 : Divans de Collectif
- 2003 : Les animaux ne savent pas qu'ils vont mourir de Pierre Desproges, Théâtre de la Manufacture, Nouveau théâtre d'Angers, Théâtre de la Croix-Rousse, Théâtre des Abbesses, Théâtre Varia
- 2005 : Ma famille de Carlos Liscano, Théâtre de l'Est parisien, Théâtre de la Croix-Rousse, Théâtre national de Toulouse
- 2005 : Le Dit de la chute d'Enzo Cormann, Maison de la Poésie
- 2006 : Histoires d'hommes de Xavier Durringer, Pépinière Théâtre
- 2006 : Face de cuillère de Lee Hall, Théâtre des Abbesses, Théâtre de la Manufacture, Théâtre de la Croix-Rousse, Théâtre de l'Ouest parisien
- 2006 : Pœub ! de Serge Valletti, Théâtre des Célestins, Théâtre de la Criée, Théâtre national de la Colline
- 2006 : Le Dépeupleur de Samuel Beckett, mise en scène avec Alain Françon, Théâtre de l'Athénée-Louis-Jouvet, Théâtre des Célestins
- 2007 : Lettres intimes, Théâtre de la Madeleine
- 2007 : Oreilles tombantes, groin presque cylindrique de Marcelo Bertuccio, Théâtre national de la Colline, Théâtre des Célestins
- 2008 : Irrégulière d'après Sonnets et Élégies de Louise Labé, mise en scène avec Pascal Collin, Maison de la Culture de Bourges
- 2008 : Le Mardi à Monoprix d'Emmanuel Darley, La Mousson d'Eté, Théâtre Ouvert
- 2009 : Le Jour se lève, Léopold ! de Serge Valletti, Théâtre du Gymnase, Théâtre des Abbesses
- 2009 : La Séparation des songes de Jean Delabroy, Théâtre Ouvert
- 2010 : Le Tigre bleu de l'Euphrate de Laurent Gaudé, Teatro Festival Italia Naples
- 2010 : Invasion ! de Jonas Hassen Khemiri, Théâtre Nanterre-Amandiers
- 2011 : Chroniques d'une haine ordinaire de Pierre Desproges, Pépinière Théâtre
- 2013 : J'avais un beau ballon rouge de Angela Dematté, Théâtre de la Manufacture CDN Nancy-Lorraine
- 2015 : Le Malade imaginaire de Molière, TNS (Strasbourg), Les Célestins (Lyon), Théâtre de Liège - tournée mondiale
- 2017 et 2019 : Comparution Immédiate 1 et 2 de Dominique Simonnot, au Théâtre du Rond-Point (Paris)
- 2018 : Les Eaux et Forêts de Marguerite Duras
- 2019 : Voyage en Italie d'après Montaigne
- 2020: Habiter le temps de Rasmus Lindberg, Théâtre de la Manufacture

## Filmographie

### Cinéma

#### Acteur
- 1994 : Pas très catholique de Tonie Marshall : Jacques Devinais

#### Doublage

##### Cinéma

###### Films
- Dana Carvey dans :
  - Wayne's World (1992) : Garth Algar
  - Wayne's World 2 (1993) : Garth Algar
- 1990 : Cry-Baby : Wade "Cry-Baby" Walker (Johnny Depp)
- 1994 : Le Client : Barry « Le Boucher » Muldanno (Anthony LaPaglia)